# Parmaturus lanatus
Parmaturus lanatus es una especie de peces de la familia Scyliorhinidae en el orden de los Carcharhiniformes.

## Morfología
• Los machos pueden llegar alcanzar los 36 cm de longitud total.

## Hábitat
Es un pez de mar que vive entre 840-855 m de profundidad.

## Distribución geográfica
Se encuentran en Indonesia.